# Дарский, Евсей Павлович
Евсей Павлович Дарский  (1902—1949) — советский артист эстрады, конферансье, исполнитель сценок, интермедий и частушек.

## Биография
Родился в 1902 году.
Артистическую деятельность начинал в кабаре «Нерыдай», исполняя сценки и частушки. В 1924—1930 годах вместе со Львом Мировым работал в агитационном эстрадном коллективе «Синяя блуза». В 1930-х годах выступал в Москве как конферансье. В парном конферансе с Мировым на концертной эстраде впервые появился в 1937 в программе сада «Аквариум». Выступал с ним до своей смерти в 1949 году. Во время Великой Отечественной войны Дарский и Миров работали во фронтовой бригаде на Северном флоте, где дали более 500 концертов.
Умер в 1949 году в Москве, похоронен на Введенском кладбище (21 уч.) рядом с женой Софьей Борисовной, помощником режиссёра в Театре эстрады. После смерти Дарского Лев Миров с 1950 года начал работать в паре с Марком Новицким. 
Сын — Леонид Евсеевич Дарский (1930—2001) — стал учёным-демографом.